# Бацада
Бацада (авар. БацІáда) — одно из самых крупных сел в Гунибском районе Дагестана. Административный центр сельского поселения Сельсовет Бацадинский. 

## Этимология
Название села произошло от слова Бац — в переводе с аварского — волк, из-за того, что в окрестностях местности села обитает много волков.

## География
Расположено в 10 км к юго-западу от районного центра с. Гуниб, на притоке р. Кара-койсу  под названием Хиби ор. Основа села имеет форму крепости для защиты от нападения внешнего врага. 

## Население
1886 г. — 725 чел.

1926 г. — 951 чел.
| 1888 | 1895 | 1926 | 1939 | 1970  | 1989 | 2002 |
| ---- | ---- | ---- | ---- | ----- | ---- | ---- |
| 725  | ↗835 | ↗877 | ↗987 | ↗1016 | ↘838 | ↗953 |
| 2007 | 2010 | 2021 |      |       |      |      |
| ↗957 | ↘754 | ↗896 |      |       |      |      |

Село славится своими ремесленниками, деятелями культуры и науки. 

## Известные уроженцы
- Курбанилав Мухаммад — наиб имама Шамиля.
- Юсупов, Гамзат Абдуллаевич — Академик российской академии медико-технических наук (РАМТН), профессор.
- Гасанов, Бадрудин Гасанович — доктор технических наук, профессор.
- Синдиков, Магомедтамир Салимханович — Народный артист Дагестана.